# سارا كيتشسي
سارا كيتشسي (مواليد 21 أكتوبر 1994-)، هي لاعبة كرة يد تركية دانمركية تلعب كحارس مرمى. مثلت منتخب تركيا لكرة اليد للسيدات. بدأت تمثيل المنتخب التركي في فئة تحت 17 عاما في 2011.

## السنوات المبكرة
ولدت سارة في سوندربورغ، الدنمارك لأب تركي يُدعى محمد كيتشيجي، هاجر من ديار بكر عام 1991 وأم دنماركية. عمل والدها في مصنع لتصنيع الآلات الزراعية، أما والدتها فكانت معلمة مدرسة ابتدائية. والدها هو لاعب كرة قدم وكرة سلة سابق، عمل أيضًا كمدرب لفريق كرة قدم في أحد الأندية الرياضية المحلية.
بدأت سارة  لعب كرة القدم في سن الخامسة. ومع ذلك، وعندما كبرت، شجعتها والدتها على التحول إلى كرة اليد، مفضلة ألا تلعب سارة مع الأولاد. في سن العاشرة، تحولت سارة في المقام الأول إلى كرة اليد لكنها استمرت في لعب كرة القدم لفريق مدرستها في هوروب. ازداد شغفها بكرة اليد بعد مشاهدة المنتخب الوطني النسائي التركي يتنافس في بطولة أوروبا التي أقيمت في الدنمارك.

## روابط خارجية
- سارا كيتشسي على موقع الاتحاد الأوروبي لكرة اليد (الإنجليزية)